# Stefan Heidtmann
Stefan Heidtmann (* 1958 in Bergneustadt) ist ein deutscher Jazzmusiker.

## Werdegang
Sein Vater ist der ehemalige Landrat und Landtagsabgeordnete Herbert Heidtmann. Heidtmann absolvierte von 1976 bis 1984 ein Musik- und Klavierstudium an der Musikhochschule Köln mit der künstlerischen Reifeprüfung im Fach Klavier.
Projekte als Pianist und Komponist zwischen zeitgenössischer Kammermusik und offenem, europäisch geprägtem Avantgarde-Jazz führten ihn u. a. mit Gerd Dudek und jüngeren Musikern der Kölner Szene, wie Roger Hanschel, Albrecht Maurer, Christian Ramond, Achim Tang und Christian Thomé, aber auch mit Heribert Leuchter, Vitold Rek, Arkady Shilkloper und Christoph Spendel zusammen.
Auf dem eigenen Plattenlabel shaa-music erfolgte die Veröffentlichung zahlreicher Produktionen wie dem Stefan Heidtmann Project, Ornaments of Light and Sound mit Roger Hanschel und Klaus Kugel oder windsleepers um die Straßburger Musiker Christine Clément und Roby Glod.
Er war Preisträger beim Kölner jazz a r t – Festival 2002 mit dem Stefan Heidtmann Project, einer Band mit Gerd Dudek, Reiner Winterschladen, Dieter Manderscheid und Klaus Kugel, die seine Vorstellungen von Komposition und Improvisation im Grenzbereich zwischen Jazz und Neuer Musik verwirklichen soll. Tourneen führten ihn durch  Europa, Asien und Lateinamerika, wo er u. a. den deutschen Beitrag beim EURO-Jazz-Festival in Mexiko-Stadt 2002 leistete. Mit dem Albrecht Maurer Quartett war er 2006 Teilnehmer am Nanjing Jazz-Festival.
Im November 2011 erhielt er den Kulturförderpreis des Oberbergischen Kreises in Gummersbach in der Sparte Musik.

## Diskografie (Auswahl)
- 2019: JazzStones Trio Plays the Rolling Stones (RecordJet, mit Markus Braun, Marcel Wasserfuhr)[1]
- 2014: Stefan Heidtmann & Friends Fields (mit Sandra Klinkhammer, Oscar Kliewe, André Nendza, Martell Beigang)
- 2012: Stefan Heidtmann: Flux – Piano Music
- 2010: Stefan Heidtmann Project: Omorfiá
- 2003: Stefan Heidtmann Project: Hay que salir adelante
- 2003: Christian Bollmann, Roger Hanschel, Stefan Heidtmann, Klaus Kugel Ornaments of light and sound II: cathedrals
- 2002: Stefan Heidtmann Project: blue sand and green sky
- 2002: Roger Hanschel, Stefan Heidtmann, Klaus Kugel: Ornaments of light and sound
- 2001: Stefan Heidtmann, Christoph Spendel: Piano Duet
- 2000: Stefan Heidtmann: Ambivalence (piano solo)
- 1998: Stefan Heidtmann, Heribert Leuchter: I mean U
- 1996: Stefan Heidtmann Quartett feat. André Nendza, George Tjong-Ayong, Gerd Breuer: Pink